# Privel Hinkati
Privel Hinkati, né le 8 décembre 1988 à Caen, est un rameur franco-béninois représentant le Bénin au niveau international.

## Carrière sportive
Privel Hinkati est médaillé de bronze en skiff aux Championnats d'Afrique d'aviron 2017 à Tunis.
Cinquième de la finale de skiff aux Championnats d'Afrique d'aviron 2019 à Tunis, il devient le premier rameur béninois à se qualifier pour des Jeux olympiques, en l'occurrence les Jeux olympiques de Tokyo 2020. Il est désigné porte-drapeau de la délégation béninoise avec la nageuse Nafissath Radji.

## Carrière professionnelle
Privel suit en parallèle une carrière de chef de projet informatique au sein de la société MyLegiTech basée à Bretteville-sur-Odon. 